# Южноиндийская жаба
Южноиндийская жаба (лат. Bufo parietalis) — один из видов жаб. Описана в 1882 году Дж. А.Буленджером. В некоторых источниках с несколькими другими видами выделяется в род Duttaphrynus.

## Ареал
Южноиндийская жаба обитает исключительно на склонах Западных Гхатов, в основном, в штатах Тамил-Наду и Керала. Вид ведёт наземный образ жизни близ пресноводных водоёмов, предпочитая влажные тропические леса.

## Описание вида
Поведение вида изучено плохо. Внешне имеет серый или коричневатый окрас. Тело длиною около 8 см. Самцы меньше самок, имеют горловой мешок.
Охранный статус — NT.